# Fobello
Fobello (piemontiul: Fobel) település Olaszországban, Vercelli megyében. Lakosainak száma 180 fő (2023. január 1.). Fobello Carcoforo, Cervatto, Alto Sermenza, Rossa, Bannio Anzino, Cravagliana és Rimella községekkel határos.

## Népesség
A település népességének változása:
| Lakosok száma | 194  | 191  | 180  |
|               | 2017 | 2018 | 2023 |